# عمو يزيد تي في
 عمو يزيد تي في هي قناة جزائرية موجهة للأطفال،منذ 16 أبريل 2022 تم اطلاق اول بث لقناة عمو يزيد تي في على قمر نايل سات برامجها تعليمية، تربوية، تثقيفية و ترفيهية.وتم اغلاق القناة عام 2024

## البرامج
تبث القناة مجموعة من البرامج المتنوعة طوال فترات اليوم برامج دينية، كرتون ، أنمي ، مسلسلات، برامج رياضية، برامج مسابقات، وغيرها من البرامج الترفيهية والمنوعة.
ولكن للاسف تم اغلاق القناة عام 2024 بسبب مشاكل مالية و بكاء عمو يزيد مؤسس القناة و هناك توقعات ان القناة ستعود للبث قريبا

## قائمة البرامج
- مع عمو يزيد
- مزرعة عمو يزيد
- رسائلكم
- أولادنا تحت جناحنا
- أرافق طفلي
- أساعد أمي
- دروس الدعم للطور الإبتدائي
- ألعب وأكتسب
- جوهرة القصر
- ظبعن
- أسرع جاوب
- قصص الأنبياء
- تاريخ الجزائر
- توم وجيري
- قصص توم وجيري
- سبونج بوب سكوير بانتس
- صائد الغيلان
- مغامرات سميد
- نموش
- السنافر الجزء الرابع
- الصياد الجريء
- نمور الابيض
- دلفي وأصدقائه
- محققوا العدالة
- جو البطل
- كابتن تسوباسا
- بن تن
- ماروكو الصغيرة
- ستروبيري شورت كيك
- السريع والغاضب: متسابقو الأستطلاع
- هيلدا الشجاعة
- دورا والأصدقاء
- مغامرات سوسان
- لحن الحياة
- ساندي بل
- تراك تاون
- أبطال المدينة
- مدينة المعلومات
- سالي
- صاحب الظل الطويل
- حكايات ما أحلاها
- إيميلي
- مغامرات فلونة
- توم سوير
- نجمة الطبخ
- ألفرد كواك
- بيل وسيباستيان
- أنا وأختي
- مغامرات نغم
- أسطورة زورو
- السيدة ملعقة
- أسماك الفقاعات
- أليس في بلاد العجائب
- شما في البراري الخضراء
- مغامرات هايدي
- سابق ولاحق
- سكان تو غو
- موتورايز
- الجاسوسات
- مغامرات مارتن
- بوكيمون
- رحلة بوكيمون
- فادي بائع الحليب
- أبطال الكرة
- القناص
- ريمي الفتى الشريد
- عهد الأصدقاء
- بلازينغ تيم
- البؤساء
- هنتر×هنتر
- باور رينجرز
- رجل العنكبوت
- المحقق كونان
- ون بيس
- ناروتو
- ناروتو شيبودن
- بوروتو
- دراغون بول زد
- دراغون بول زد كاي
- دراغون بول سوبر
- شعلة ريكا
- المقاتل النبيل
- القرصان الأسود
- سلام دانك
- كرة سلة كوروكو (الجزء الأول)
- كرة سلة كوروكو(الجزء الثاني)
- يواموشي بيدال الجزء الأول
- أبطال الديجيتال (الجزء الأول)
- أبطال الديجيتال (الجزء الثاني)
- أبطال الديجيتال (الجزء الثالث)
- أبطال الديجيتال (الجزء الرابع)
- يوغي يو!
- يوغي يو! آرك-في
- بي بليد
- بي باتل برست
- بي باتل بيرست إيفولوشن
- بي باتل بيرست تيربو
- بي باتل بيرست رايز
- أجنحة كاندام
- سوبر سبين كومبيانر
- داي الشجاع
- الأشاوس
- أوف سايد
- مونستر هنتر ستوريز
- الكابتن رابح
- فتاة من الغد
- أسرار الغابة
- سيمبا
- إينيوشا
- مغامرات الفضاء
- سيف النار
- الملازم كيرو
- أوجاماجو دوريمي
- أبطال الكرة الفرسان
- إيداتين جمب
- سوبر سونيك سبنر
- أفلام المحقق كونان
- أفلام باربي
- أفلام هاري بوتر
- المناهل
- دمتم سالمين
- هزيم الرعد
- ويب دايفر
- افتح يا سمسم
- النمر المقنع
- همتارو
- كوكوتاما
- كوكب الباندا
- كرش جير
- ماوكلي فتى الأدغال
- فرسان الأرض
- فريق الإنقاذ الآلي
- فلة والأقزام السبعة (أنمي)
- مدرسة الكونغ فو
- مدينة الصفصاف
- فوزان (أنمي)
- الرمية الملتهبة
- زورو (مسلسل رسوم متحركة 1997)
- روبن هود: السهم الناري
- مغامرات حنين
- مغامرات سلفستر وتويتي
- المفتش فابر
- الفرسان (أنمي)
- القط الأسود (مانغا)
- أسرار ليلى
- أسرار المحيط
- الدراج المقنع
- دراغون بوستر
- بيدا بول
- بيدامان كروس فاير
- بيدي كراش
- بلازينغ تيم
- بلازينغ تينس
- السيف القاطع
- شوت
- الصياد الصغير
- صقور الأرض
- الضربة الصاعقة
- الطاقة الزرقاء
- أنا وأخي
- أنا وأخواتي
- داي الشجاع
- أدغال الديجيتال
- أبطال الكرة فرسان الزمن
- أساطير في قادم الزمان
- دروب ريمي
- دروبي دريبل
- أوف سايد
- السائق (أنمي)
- عالم غامبول المدهش
- أولاد الجيران
- مختبر دكستر
- منزل فوستر للأصدقاء الخياليين
- الدببة الثلاثة
- ينبوع الأحلام
- يوكاي واتش
- الماسة الزرقاء
- محققو الحيوانات
- هيلو كيتي
- باكوغان
- بالديو
- دايس
- دينوفروز
- أمير التنس
- جانكي الصغير
- أوبتي مورفس
- إيروكا
- إيكوسان (مسلسل)
- زهرة الجبل
- تانكن دريلاند
- جزيرة الكنز (أنمي)
- عمليات آوتش!
- غيمة (أنمي)
- عبقور
- عدنان ولينا
- الحديقة السرية
- المخترع الصغير
- هورس لاند
- صابرينا (مسلسل رسوم متحركة)
- جويل بت توينكل
- سيمبا
- السباق الكبير
- مغامرات سندباد
- رحلات السندباد البحري الرائعة
- سندريلا (أنمي)
- سوبر بيدا مان
- صانع السلام
- السراب
- القط الأسود
- صانع السلام
- شينوبي
- قتال الطيف
- الصياد
- مونت كريستو
- ساكورا
- التحدي الكبير
- الملاذ الأخير
- الأشاوس
- أسطورة النسر
- بليتش
- جينتاما
- ساموراي 7
- هاجيكي
- ماجيك كايتو
- ميغالوبوكس
- اللؤلؤ والمرجان
- حامل المسك
- سدرة
- توتة توتة
- باح يا باح
- الله يحبني
- ندور ونزور
- الهدهد والكلمات
- صلاتي
- رمضان كريم
- نصيحة حلا
- ٥: شارع الأصدقاء
- تاج من نور
- ورشة نبيه
- السراج المنير
- سراج التعليمي
- الجرة
- الشكل المشترك
- السيرة النبوية
- بغبغ
- حسيب في دنيا الأرقام
- يوميات كريم
- زكي
- ماهر صديق البيئة
- الحفيد المشاكس
- سيف الفتى الشجاع
- كامب لازلو
- فتيات القوة
- إد، إدد وإدي
- أبطال التايتنز انطلقوا (مسلسل)
- باتمان
- مات هاتر
- بن 10: ألتيمت إليين
- بن 10: إليين فورس
- أبناء توم وجيري
- توم وجيري
- غريزي والليمنغز
- مغامرات فلاب جاك
- تشاودر
- بن 10: أومنيفرس
- لوني تيونز
- بن وعصام
- صديقي المفضل هو قرد
- غورميتي
- غورميتي
- غورميتي
- كوردج الجبان
- كونغ فو شاولين (مسلسل)
- الملازم كيرو
- أوجاماجو دوريمي
- أبطال الكرة الفرسان
- إيداتين جمب
- سوبر سونيك سبنر
- أفلام المحقق كونان
- أفلام باربي
- أفلام هاري بوتر
- المناهل
- دمتم سالمين
- هزيم الرعد
- ويب دايفر
- افتح يا سمسم
- النمر المقنع
- همتارو
- كوكوتاما
- كوكب الباندا
- كرش جير
- ماوكلي فتى الأدغال
- فرسان الأرض
- فريق الإنقاذ الآلي
- فلة والأقزام السبعة (أنمي)
- مدرسة الكونغ فو
- مدينة الصفصاف
- فوزان (أنمي)
- الرمية الملتهبة
- زورو (مسلسل رسوم متحركة 1997)
- روبن هود: السهم الناري
- مغامرات حنين
- مغامرات سلفستر وتويتي
- المفتش فابر
- الفرسان (أنمي)
- القط الأسود (مانغا)
- أسرار ليلى
- أسرار المحيط
- الدراج المقنع
- دراغون بوستر
- بيدا بول
- بيدامان كروس فاير
- بيدي كراش
- بلازينغ تيم
- بلازينغ تينس
- السيف القاطع
- شوت
- الصياد الصغير
- صقور الأرض
- الضربة الصاعقة
- الطاقة الزرقاء
- أنا وأخي
- أنا وأخواتي
- داي الشجاع
- أدغال الديجيتال
- أبطال الكرة فرسان الزمن
- أساطير في قادم الزمان
- دروب ريمي
- دروبي دريبل
- أوف سايد
- السائق (أنمي)
- عالم غامبول المدهش
- أولاد الجيران
- مختبر دكستر
- منزل فوستر للأصدقاء الخياليين
- الدببة الثلاثة
- ينبوع الأحلام
- يوكاي واتش (أنمي)
- الماسة الزرقاء
- محققو الحيوانات
- هيلو كيتي
- باكوغان
- بالديو
- دايس
- دينوفروز
- أمير التنس
- جانكي الصغير
- أوبتي مورفس
- إيروكا
- إيكوسان (مسلسل)
- زهرة الجبل
- تانكن دريلاند
- جزيرة الكنز (أنمي)
- عمليات آوتش!
- غيمة (أنمي)
- عبقور
- عدنان ولينا
- الحديقة السرية (أنمي)
- المخترع الصغير
- هورس لاند
- صابرينا (مسلسل رسوم متحركة)
- جويل بت توينكل
- سمبا (مسلسل)
- السباق الكبير
- مغامرات سندباد
- رحلات السندباد البحري الرائعة
- سندريلا (أنمي)
- سوبر بيدا مان
- صانع السلام
- السراب
- القط الأسود
- صانع السلام
- شينوبي
- قتال الطيف
- الصياد
- مونت كريستو
- ساكورا
- التحدي الكبير
- الملاذ الأخير
- الأشاوس
- أسطورة النسر
- بليتش
- جينتاما
- ساموراي 7
- هاجيكي
- ماجيك كايتو
- ميغالوبوكس
- الؤلؤ والمرجان
- حامل المسك
- سدرة (مسلسل كرتوني)
- توتة توتة
- باح يا باح
- الله يحبني
- ندور ونزور
- الهدهد والكلمات
- صلاتي
- رمضان كريم (مسلسل كرتوني)
- نصيحة حلا
- خمسة شارع الأصدقاء
- تاج من نور
- ورشة نبيه
- السراج المنير
- سراج التعليمي (مسلسل)
- الجرة-حكاية من الشرق
- الشكل المشترك
- السيرة النبوية (مسلسل كرتوني)
- الببغاء يتعلم الهجاء
- حسيب في دنيا الأرقام
- يوميات كريم
- مغامرات المفتش زكي (رسوم متحركة)
- ماهر صديق البيئة
- الحفيد الشقي
- سيف الفتى الشجاع
- كامب لازلو
- فتيات القوة
- إد، إدد وإدي
- أبطال التايتنز انطلقوا (مسلسل)
- باتمان (مسلسل رسوم متحركة 1992)
- مات هاتر
- بن 10: ألتيمت إليين
- بن 10: إليين فورس
- أبناء توم وجيري
- عرض توم وجيري (مسلسل 2014)
- غريزي والليمنغز
- مغامرات فلاب جاك
- تشاودر
- بن 10: أومنيفرس
- لوني تيونز
- بن وعصام
- صديقي المفضل هو قرد
- غورميتي (مسلسل 2008)
- غورميتي (مسلسل تلفزيوني 2012)
- غورميتي (مسلسل 2018)
- كوردج الجبان
- كونغ فو شاولين (مسلسل)